# Teatro regional de Batna
El antiguo teatro de Batna  de 1899 se encuentra en pleno centro de la ciudad de Batna en  la avenida de la República, en Argelia.

## Historia
El teatro regional de Batna (TRB) fue creado por decreto N°281/85 el 12 de noviembre de 1985 y clasificado como EPIC, (Establecimiento público de carácter  industrial y  comercial en Argelia)

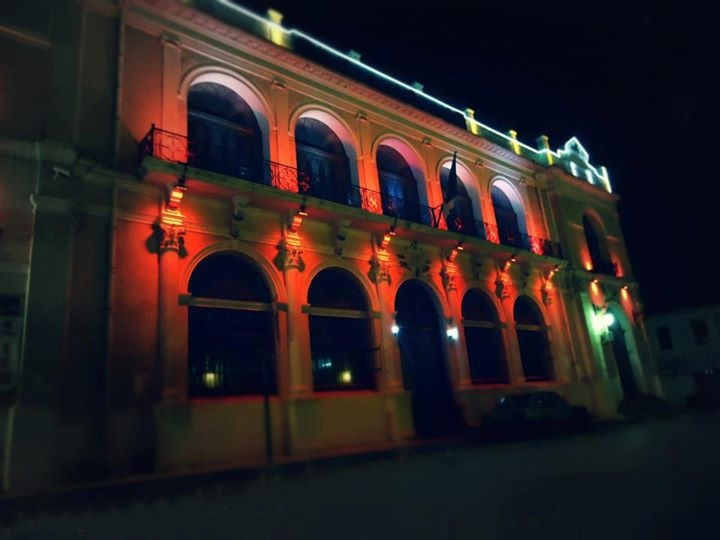
El teatro por la noche

Se cerró en septiembre de 2007 para trabajos de mantenimiento, y reabierto al espectáculo en 2009 después de una verdadera operación de remodelado que  costó 20 millones de dinares argelinos.